# Affori Centro (métro de Milan)
Affori Centro est une station de la ligne 3 du métro de Milan, située via Pellegrino Rossi.

## Historique

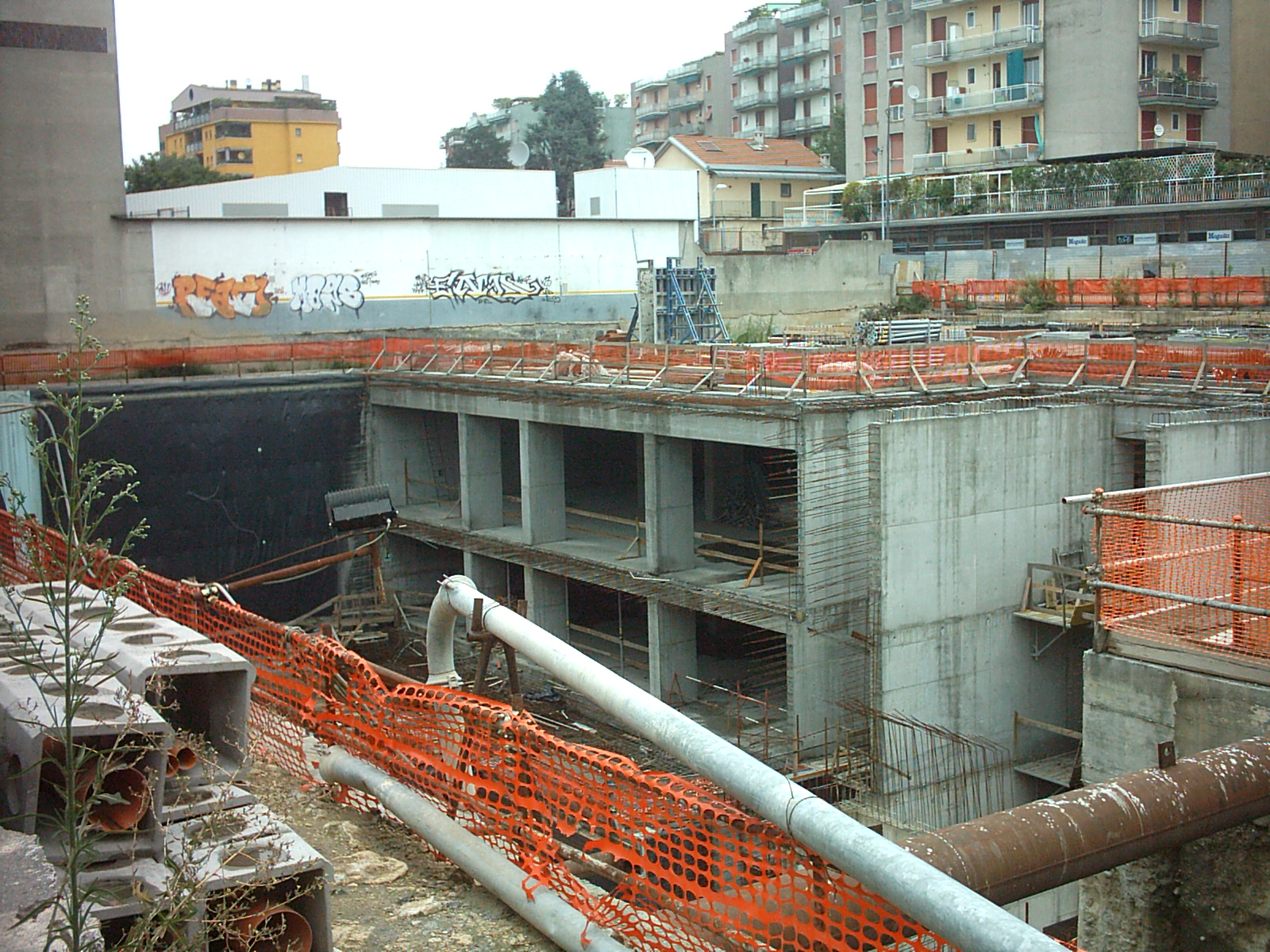
La station en construction en août 2007.